# Mathias Larsen (cyclisme)
Pour les articles homonymes, voir Mathias Larsen et Larsen.
Mathias Larsen (né le 2 mai 1999 à Roskilde) est un coureur cycliste danois, membre de l'équipe Restaurant Suri-Carl Ras. Il participe à des compétitions sur route et sur piste. Son père Nicolaj Bo a également été coureur cycliste.

## Palmarès sur route

### Par année
- 2016
  - Prologue du Youth Tour

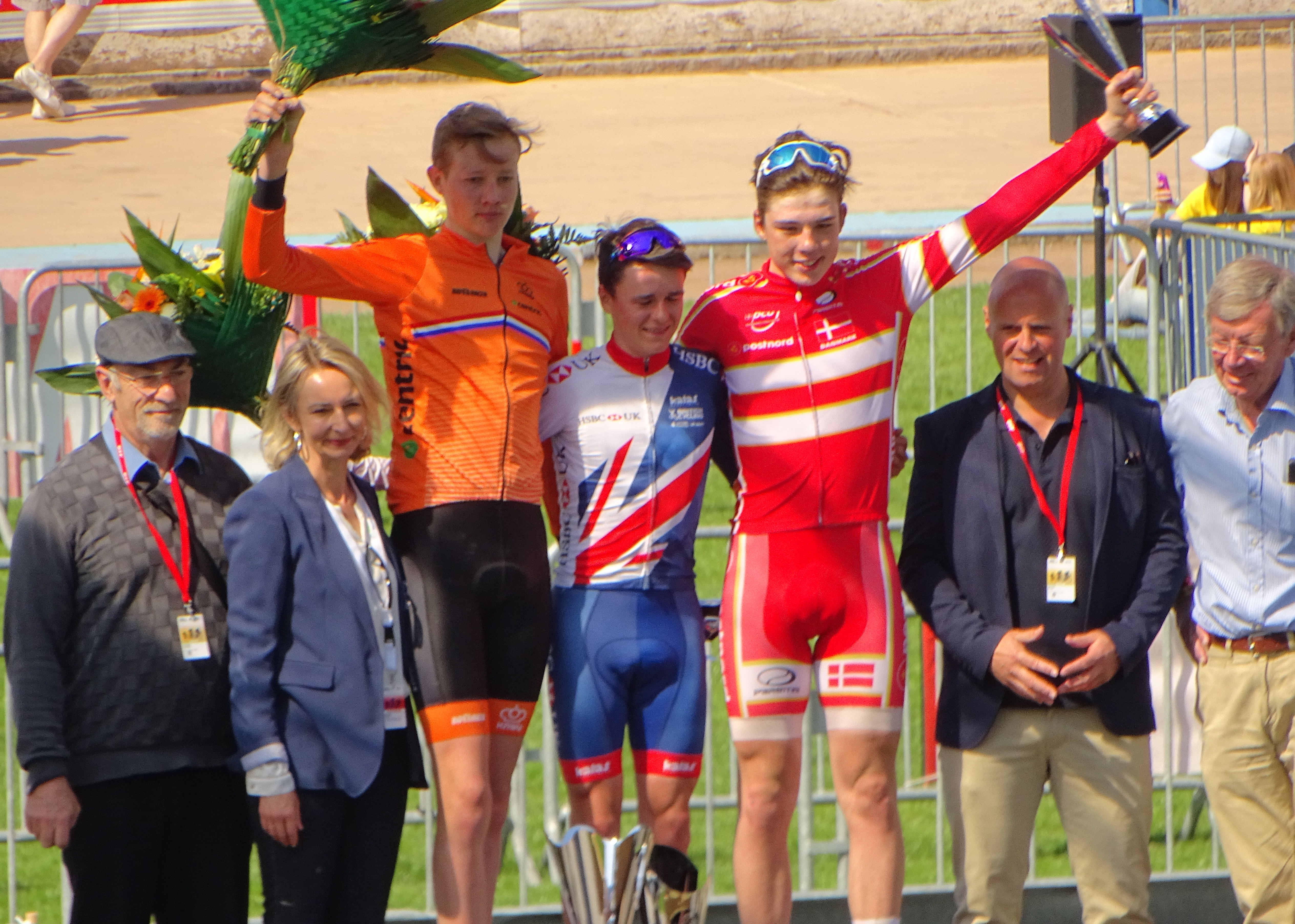
Podium de l'édition 2017 de Paris-Roubaix juniors : Daan Hoole (2e), Thomas Pidcock (1er) et Mathias Larsen (3e).

  - 1re étape du Tour de Himmelfart Juniors
  - 2ea étape d'Aubel-Thimister-La Gleize (contre-la-montre par équipes)
- 2017
  - 2e étape du Tour de Himmelfart Juniors
  - 3e de Paris-Roubaix juniors
  - 3e du Youth Tour
  - 3e du Tour de Himmelfart Juniors
- 2018
  - Heino Løbet
- 2019
  - Tour de Haslev
- 2021
  - 1re étape du Tour de Vysočina
  - Grand Prix Himmerland Rundt
  - Herning City Gadeløbet
- 2022
  - Ejner Hessel Grand Prix
  - 3e de la Scandinavian Race Uppsala
- 2024
  - Vitamin Well Grand Prix
  - 3e du Tour de Lituanie
- 2025
  - 3e étape de l'Olympia's Tour

### Classements mondiaux
| Année                                 | 2020  | 2021 | 2022 | 2023 | 2024  |
| ------------------------------------- | ----- | ---- | ---- | ---- | ----- |
| Classement mondial                    | 1351e | 959e | 729e | 871e | 1416e |
| UCI Europe Tour                       | 1027e | 720e | 556e | nc   | nc    |
|                                       |       |      |      |      |       |
| Légende : nc = non classéSource : UCI |       |      |      |      |       |

## Palmarès sur piste

### Championnats du monde juniors
- Aigle 2016
  -  Médaillé d'argent de la poursuite par équipes
- Montichiari 2017
  -  Champion du monde de l'américaine juniors (avec Julius Johansen)
  -  Médaillé d'argent de la poursuite par équipes

### Championnats nationaux
- 2016
  -  Champion du Danemark de poursuite par équipes (avec Julius Johansen, Matias Malmberg et Johan Price-Pejtersen)
- 2021
  - 3e du championnat du Danemark de course aux points